# Slottet Callenberg

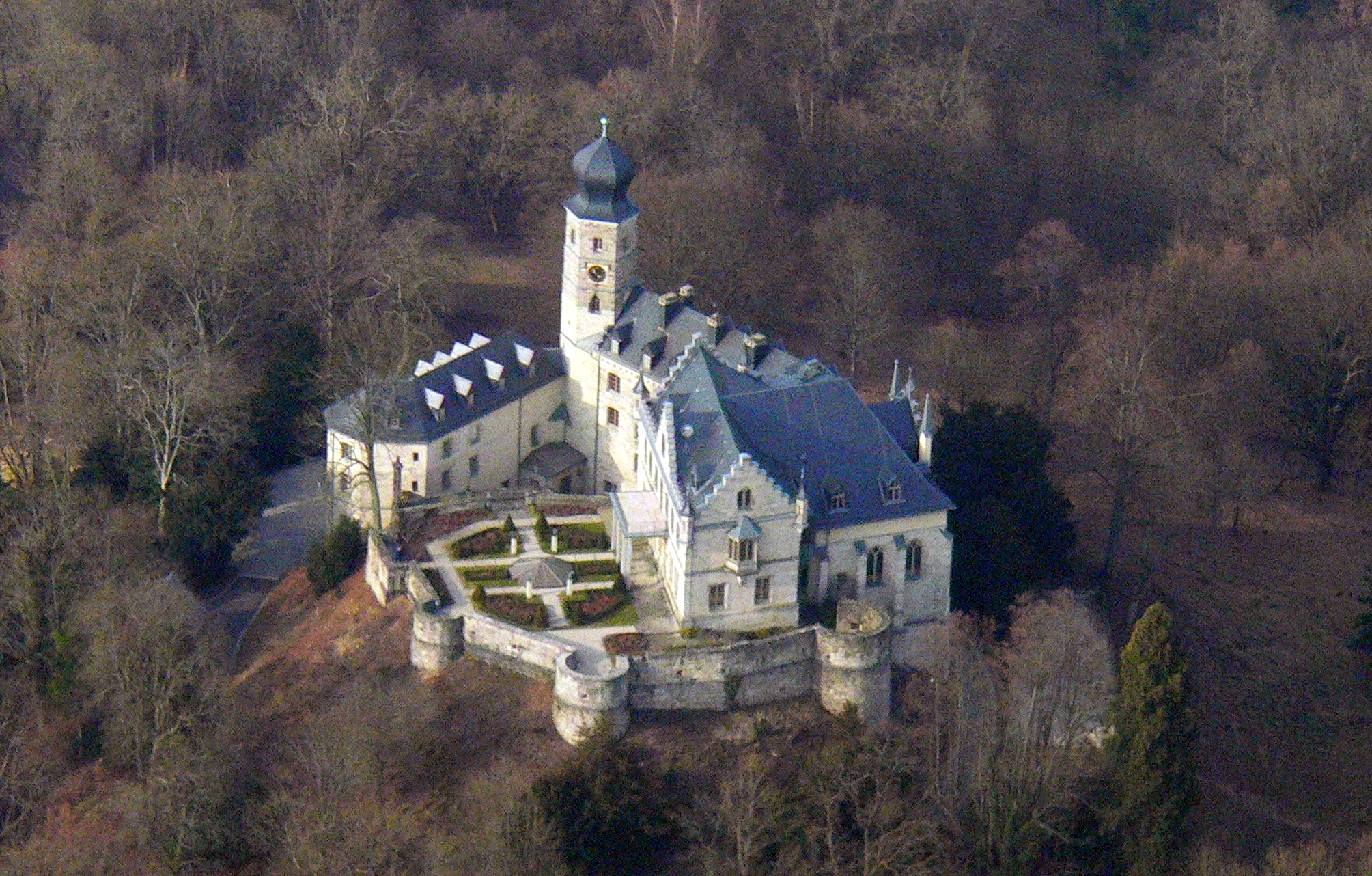
Slottet Callenberg

Callenberg är ett jakt- och sommarslott i stadsdelen Beiersdorf i Coburg samt ett mångårigt huvudsäte för furstefamiljen Sachsen-Coburg-Gotha. Slottet är, baserat på sin historik och nygotiska arkitektur, ett byggnadsminnesmärke.
Här förlovades den svenske arvprinsen Gustaf Adolf och prinsessan Sibylla i juni 1932 inför sitt bröllop i Coburg.